# Evasió fiscal
L'evasió fiscal, evasió tributària o evasió d'impostos (tax evasion en anglès) és un acte il·legal que consisteix a ocultar béns o ingressos amb la finalitat de pagar menys impostos, tanmateix, és una activitat il·lícita i que habitualment és considerada com a delicte (o com a infracció administrativa) en la majoria de països.
El diner negre és tot aquell que ha evadit el pagament de gravàmens fiscals. Són guanys obtinguts en activitats il·legals o legals, però que s'evita declarar-les a Hisenda per tal d'evadir impostos. S'intenta mantenir-lo en efectiu, i no ingressar-lo en entitats financeres, per a evitar que figuri registrat en els moviments bancaris i així l'Estat no tingui coneixement de la seva existència.